# Flavacourt
Flavacourt ist eine französische Gemeinde mit 677 Einwohnern (Stand 1. Januar 2022) im Département Oise in der Region Hauts-de-France. Sie gehört zum Arrondissement Beauvais, zur Communauté de communes du Pays de Bray und zum Kanton Beauvais-2.

## Geographie
Die Gemeinde Flavacourt liegt in der Landschaft Vexin français, rund acht Kilometer nördlich von Gisors und 22 Kilometer südwestlich von Beauvais. Zur Gemeinde gehören der Südteil des Staatswalds Forêt Domaniale de Thelleund die Weiler Lincourt, Le Petit Lincourt, La Folie, La Tremblée, Saint-Sulpice und Le Pré.

## Wappen
Wappenbeschreibung: „Unter silbernem Schildhaupt mit zwei roten Fünfblättern im Schild Schmetterlingsfeh.“

## Einwohner
| Jahr                       | 1962 | 1968 | 1975 | 1982 | 1990 | 1999 | 2006 | 2012 | 2021 |
| -------------------------- | ---- | ---- | ---- | ---- | ---- | ---- | ---- | ---- | ---- |
| Einwohner                  | 439  | 393  | 368  | 435  | 572  | 699  | 708  | 681  | 670  |
| Quellen: Cassini und INSEE |      |      |      |      |      |      |      |      |      |

## Sehenswürdigkeiten
- 1931 als Monument historique klassifizierte Kirche Saint-Clair mit mächtigem Turm[1][2]
- Kapelle Sainte-Anne aus dem 13. Jahrhundert
- Die Allée couverte du Bois de Champignolle im Forêt de Thelle liegt etwa vier Kilometer nordöstlich von Flavacourt.

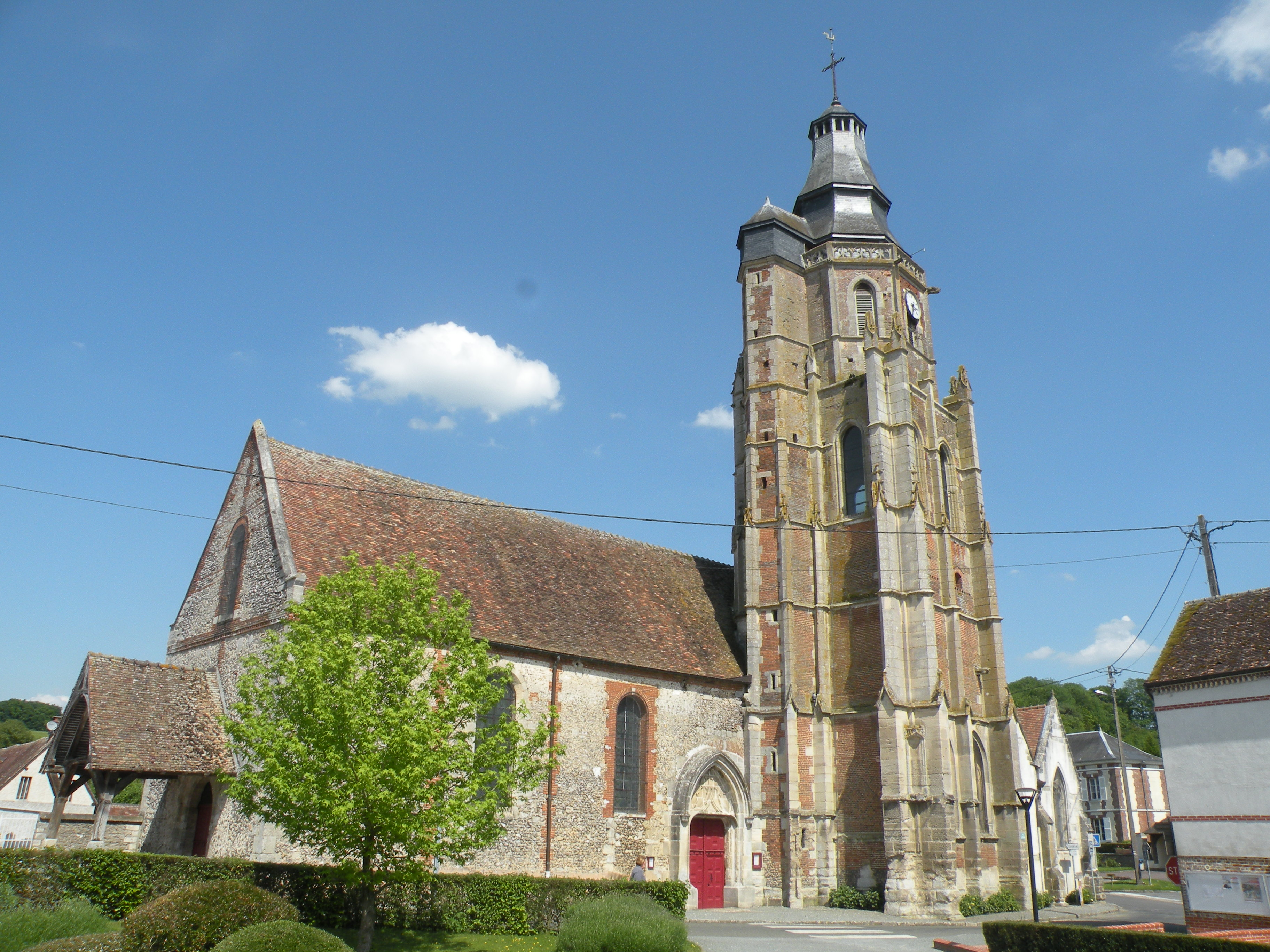
Kirche Saint-Clair
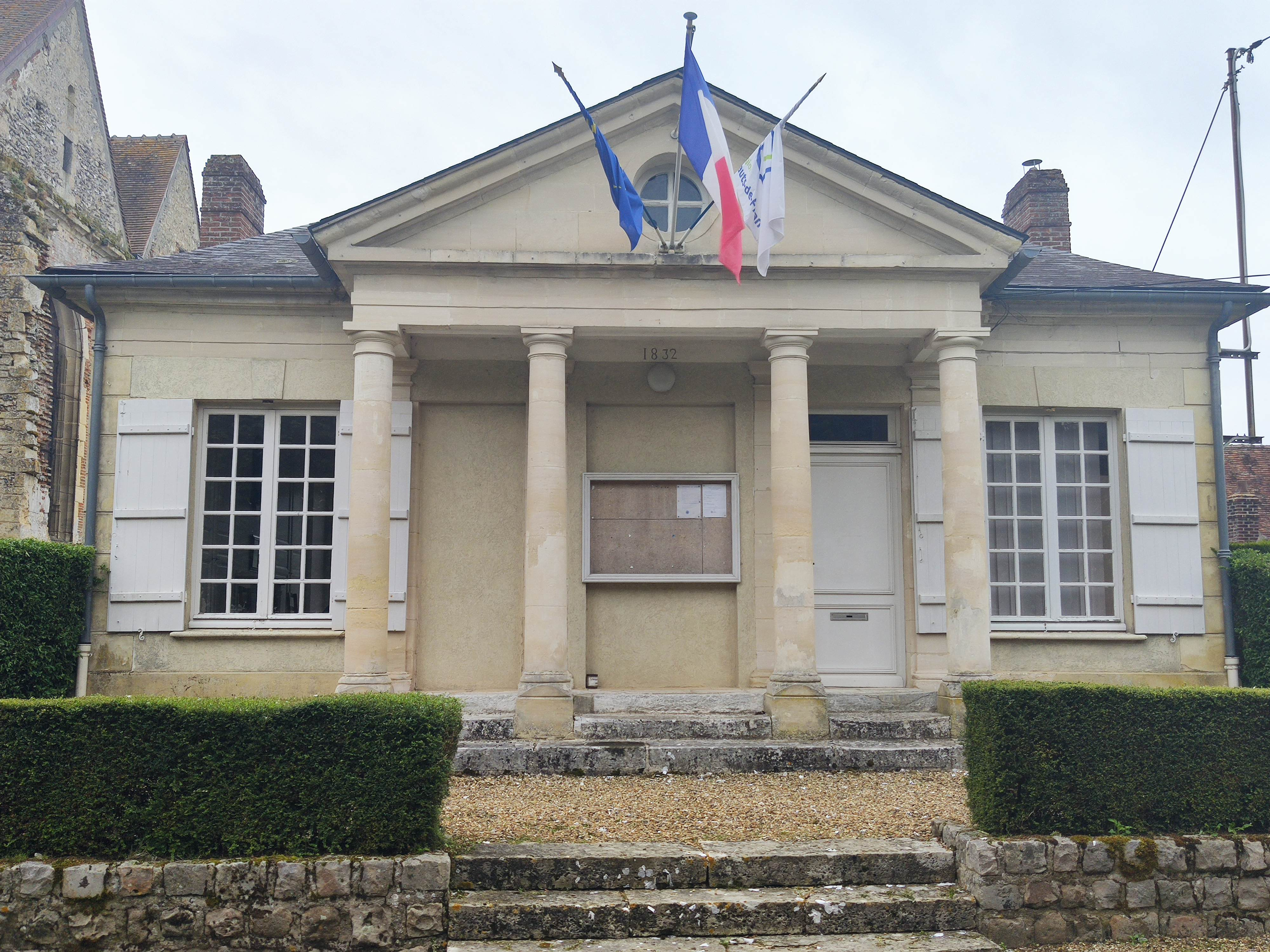
Mairie Flavacourt
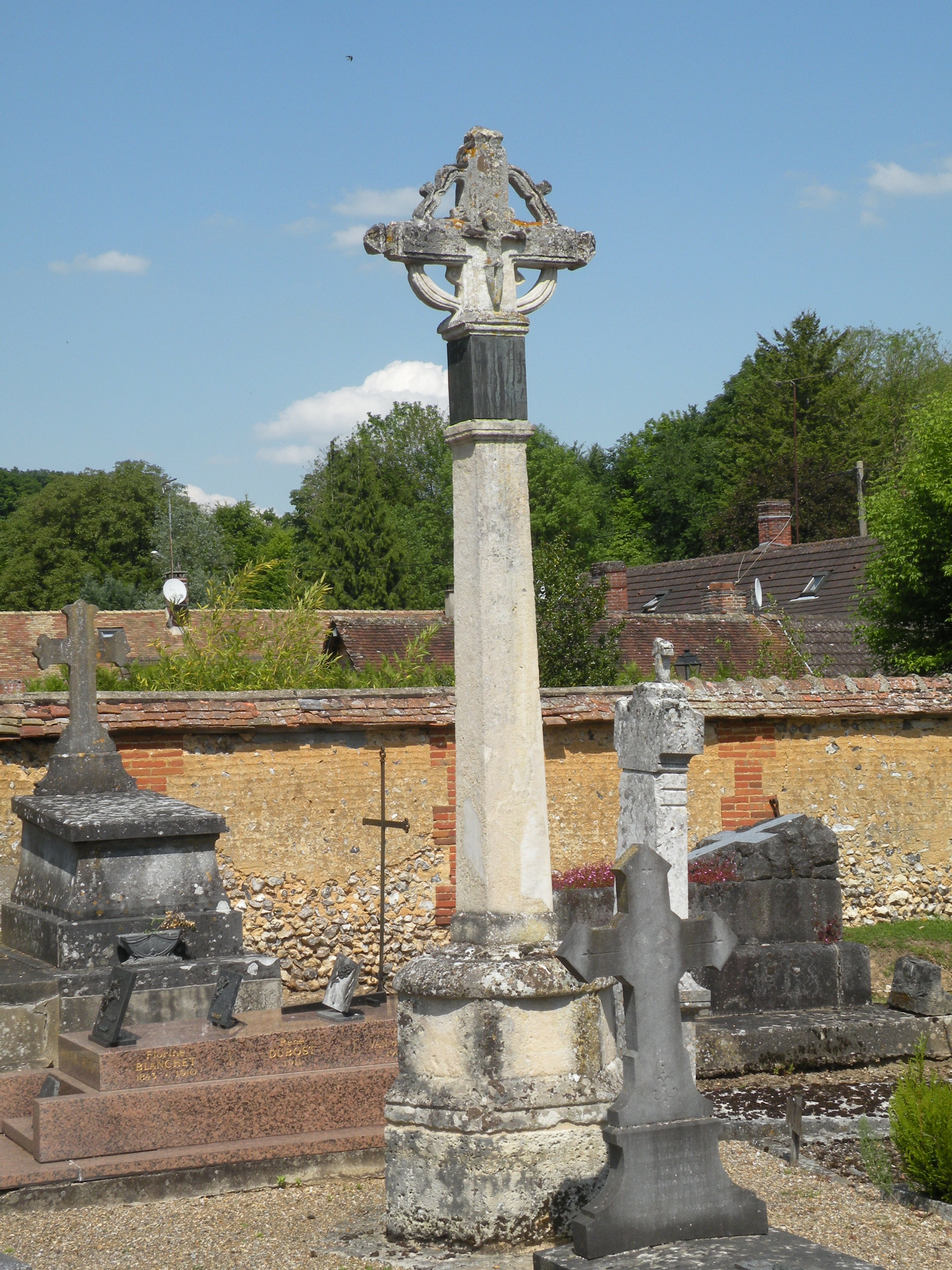
Calvaire
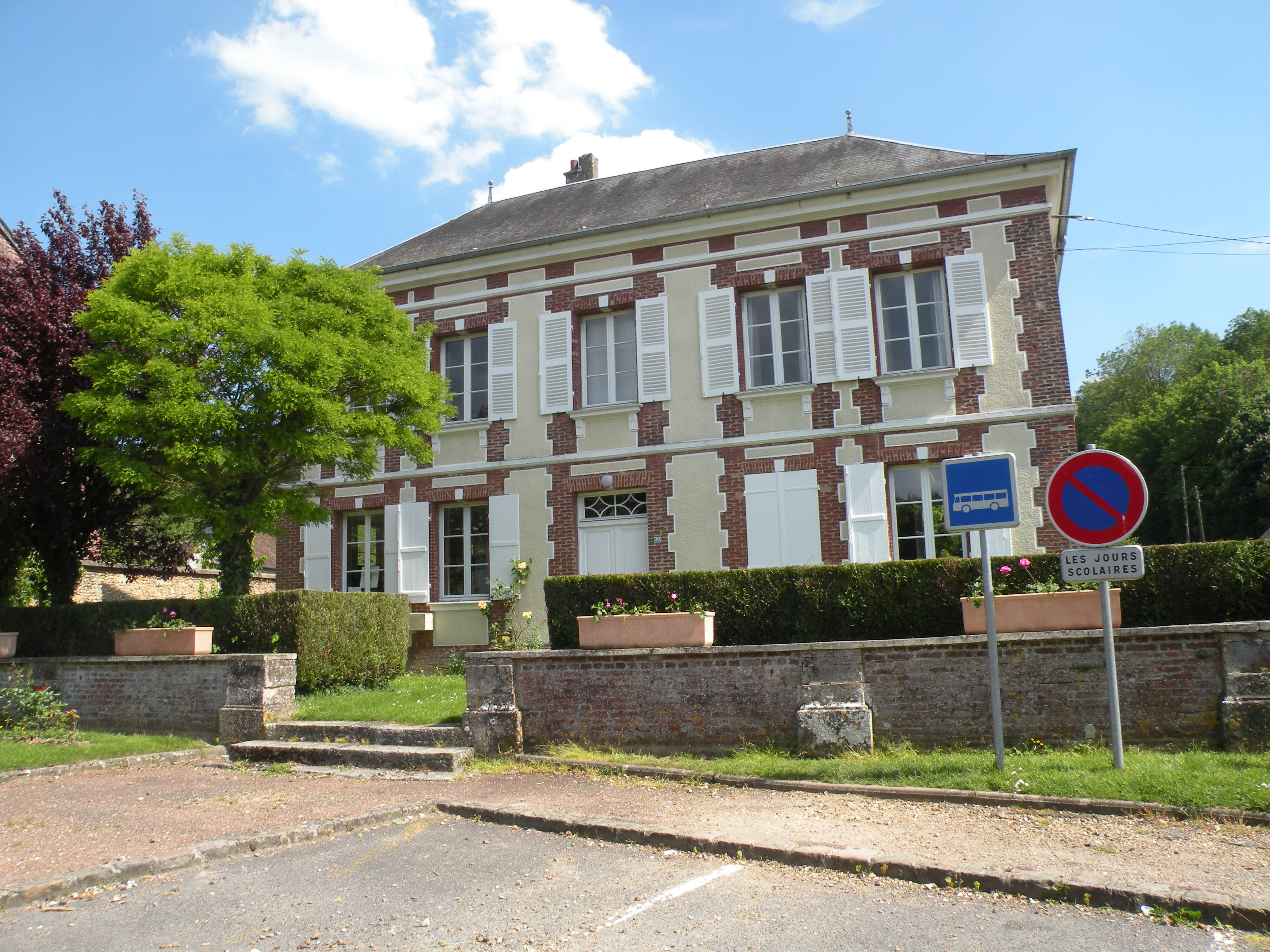
Schule